# Vartabed

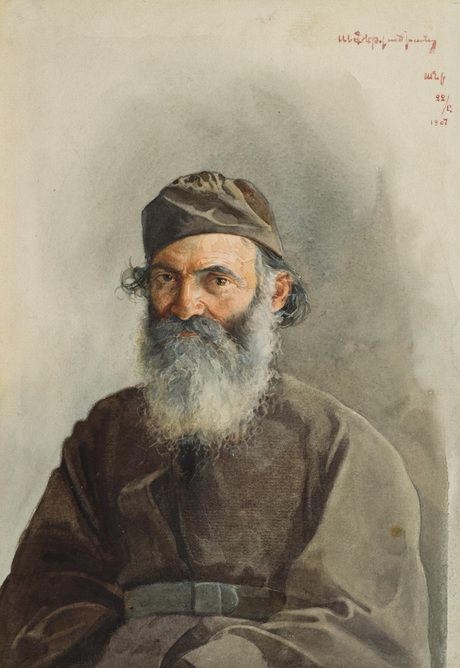
Portrait du vartabed Mikayel d'Ani par Arshak Fetvadjian (1907).

Un vartabed ou vardapet (en arménien : վարդապետ) est un archimandrite très instruit dans la tradition de l'église apostolique arménienne. C'est un titre honorifique conféré à des religieux responsables de monastères, à des curés responsables d'importantes paroisses ou des prêtres chargés de la garde de lieux saints.